# Борреро, Альфредо
Альфредо Энрике Борреро Вега (исп. Alfredo Enrique Borrero Vega; род. 19 октября 1955, Куэнка) — эквадорский нейрохирург и политик. 52-й вице-президент Эквадора с 24 мая 2021 по 23 ноября 2023 года. Он был избран вице-президентом на выборах 2021 года. Борреро Вега был кандидатом на пост вице-президента Гильермо Лассо от политической партии «Создание возможностей».

## Медицинская карьера
С 2005 по 2014 год Борреро был медицинским директором больницы Метрополитано в Кито. Он был президентом Ассоциации частных больниц и клиник с 2007 по 2014 год. Он является деканом и администратором медицинского факультета Университета Лас-Америкас (UDLA). Борреро имеет 40-летний опыт работы в сфере управления здравоохранением и более 25 лет проработал в медицинских и образовательных учреждениях в одном городе.
В марте 2020 года стал директором инициативы «Спасение жизней», созданной Гильермо Лассо против пандемии COVID-19, и собрал 8 миллионов долларов на помощь в закупке материалов и оборудования для системы здравоохранения Эквадора. В середине того же месяца он был назначен исполнительным директором этого учреждения.

## Вице-президент (2021—2023)

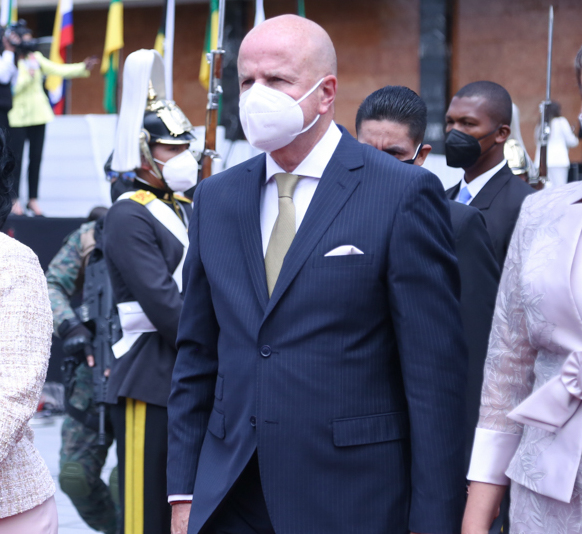
Борреро на церемонии инаугурации, май 2021 года

### Выборы 2021 года
В октябре 2020 года Гильермо Лассо, кандидат в президенты от партии «Создание возможностей», назвал Борреро своим напарником на выборах 2021 года. В феврале 2021 года билет прошёл во второй тур выборов в апреле после узкой победы над Яку Пересом, занявшим второе место.
В одном опросе перед вторым туром Арауз лидировал у Лассо с 82% уверенностью в победе. 11 апреля во втором туре выборов партия Лассо-Борреро одержала досадную победу над Араузом с 52% голосов.
19 мая 2021 года получил верительные грамоты конституционного вице-президента в преддверии своей инаугурации.

### Срок полномочий
Борреро вступил в должность 52-го вице-президента Эквадора 24 мая 2021 года.

## Личная жизнь
Родился 19 октября 1955 года в Куэнке, Эквадор. Окончил Гарвардский университет по специальности «Управление здравоохранением».
Женат на Люсии Пазминьо и имеет четверых детей от предыдущих браков, один из которых — Хуан Дэвид Борреро, директор по международным рынкам в Snap Inc и муж американской модели Victoria’s Secret Жасмин Тукс.